# Two Worlds II
Two Worlds II (wcześniej Two Worlds: The Temptation) – fabularna gra akcji wyprodukowana przez polskie studio Reality Pump Studios i wydana w 2010 roku przez Zuxxez. Jest to kontynuacja gry Two Worlds. Została wydana na platformy PlayStation 3, Xbox 360, Microsoft Windows i Mac OS X.

## Fabuła gry
Akcja Two Worlds II rozgrywa się 5 lat po wydarzeniach z pierwszej części gry. Cała historia toczy się na Antaloorze, nad którym władzę objął zły cesarz Gandohar. Czarny charakter więzi Kyrę – siostrę bezimiennego bohatera i jego samego. W ciele kobiety przetrzymywany jest bóg Aziraal, z którego władca czerpie moc. Bezimienny zostaje niespodziewanie uwolniony przez grupę orków działających dla tajemniczej Cassary, zwanej też Prorokinią. Okazuje się, że na barkach bohatera spocznie misja odbicia królestwa z rąk niecnego władcy. Badając przeszłość Gandohara, odkrywa on nowe zakątki kontynentu i coraz to nowych przeciwników. Pod koniec rozgrywki okazuje się, że Cassara jest smokiem, który również chce zawładnąć światem. Bohater stacza z nim pojedynek, zabija go i uwalnia królestwo oraz Kyrę, która zostaje władczynią antaloorskich ziem.

## Regiony Antalooru
- Alsorna – miejsce rozpoczęcia gry, a zarazem siedziba orków i Cassary. Jest to mała wysepka z bujną fauną zamieszkiwana przez gromy. Służy za wprowadzenie do świata gry i zapoznania się z zasadami, które nim rządzą.
- Erimos – pustynny kontynent. Ludzie cierpią na nim z powodu susz. Znajdziemy na nim 10 prastarych labiryntów, sawanny, masę przeciwników różnej maści i Wieżę Kłów, którą przyjdzie zbadać Bohaterowi.
- Eollas – „Daleki Wschód” Antalooru. Stosunkowo duża wyspa, na której mieści się Nowe Ashos z uniwersytetem. Fauna podobna do tej z Alsorny.
  - Gardziele – potępiona i straszna ziemia. Na jej skraju znajduje się obóz Śmieciarzy, gdzie bohatera czeka operacja oczu.
- Elkronas – największy kontynent w grze, nadzwyczaj wyludniony. Dominują w nim tereny bagniste, sprzyjające zombie. Został podzielony na dwie części: do trybu dla jednego gracza i wieloosobowego.
  - Inisith – część kontynentu Elkronas, w której znajduje się mieścina Tir Geal.
  - Vahkmaar – najdalej wysunięty na południe region Elkronas. Miejsce bytowania Gandohara.

## Dodatki
We wrześniu 2011 roku został wydany dodatek o tytule Two Worlds II: Pirates of The Flying Fortress.
Kolejny dodatek, zatytułowany Two Worlds II: Call of the Tenebrae, został wydany w czerwcu 2017 dla osób posiadających podstawową wersję gry. Miesiąc później stał się on dostępny na Steam jako samodzielna produkcja.

## Odbiór gry
Trzy tygodnie po wydaniu gry w Europie zarejestrowano ponad milion sprzedanych kopii, zaś w lutym 2011 roku – 2 miliony.
W czerwcu 2017 wraz z premierą nowego dodatku do komputerowej wersji gry trafiły mikropłatności. Nowa sekcja w menu głównym dała możliwość zakupu m.in. przedmiotów do trybu jednoosobowego, które do tej pory gracz mógł z łatwością pozyskać za pomocą komend. Po negatywnym odzewie społeczności konsola służąca do ich wpisywania została ostatecznie przywrócona.